# Tahití
Tahití
és l'illa més gran de la Polinèsia francesa, situada a l'arxipèlag de les Illes de la Societat, al sud d'Oceania. Històricament va ser coneguda també com a Otaheite. La capital n'és Pape’ete, situada a la costa nord-oest de l'illa.
És l'illa més poblada de la Polinèsia francesa, amb un 69% de la població total. Disposa de l'aeroport internacional de Faa’a. El francès hi és llengua oficial, i el tahitià, o reo mā’ohi, és reconegut com a element fonamental de cohesió social i comunicació quotidiana, d'ús lliure amb estatus de cooficial.

## Geografia

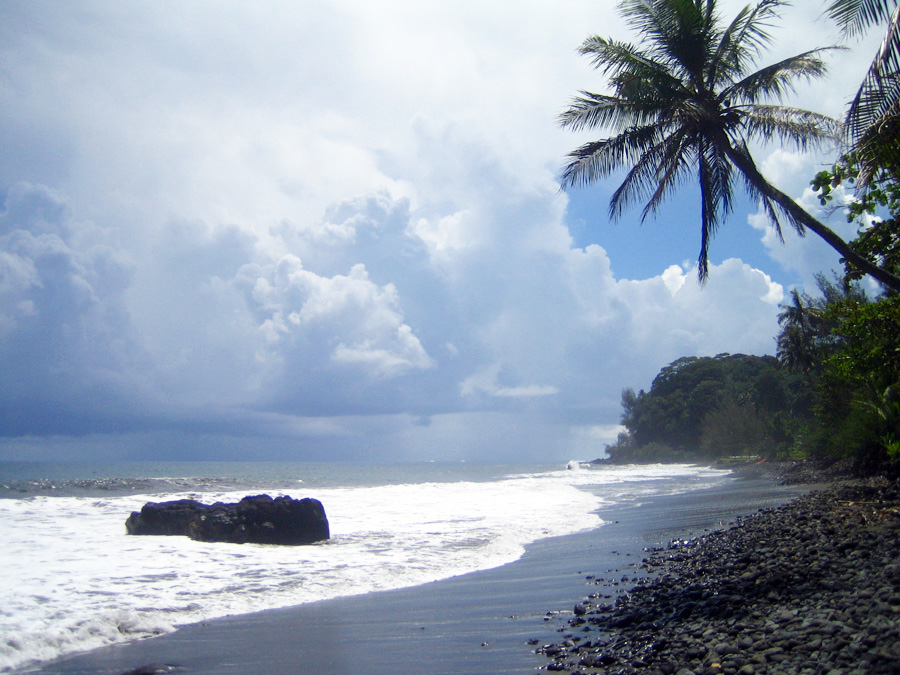
Platja de sorra negra a Tahití

Tahití té una llargada màxima de 45 km, amb 132 km de costa i una superfície de 1.043 km². El punt més alt de l'illa i de la Polinèsia Francesa és el mont Orohena, de 2.241 m.
L'illa es compon de dues parts centrades sobre volcans extints i unides per l'istme de Taravao. La part nord-occidental s'anomena Tahiti Nui, o gran Tahití, i la sud-oriental és Tahiti Iti, o petita Tahití. Només la franja costanera és habitada amb una penetració màxima que no sobrepassa els dos quilòmetres. Mentre Tahiti Nui està densament poblada, sobretot al voltant de Papeete, i disposa de bones infraestructures i forta influència de la metròpoli francesa, Tahiti Iti ha quedat més aïllada, i manté la cultura tradicional polinèsia.
El clima és tropical, càlid i humit tot l'any. Només hi ha dues estacions: la seca i la humida, dita també de pluges, de novembre a abril. La durada de dies i nits es manté sensiblement constant tot l'any, independentment de les estacions.

## Història

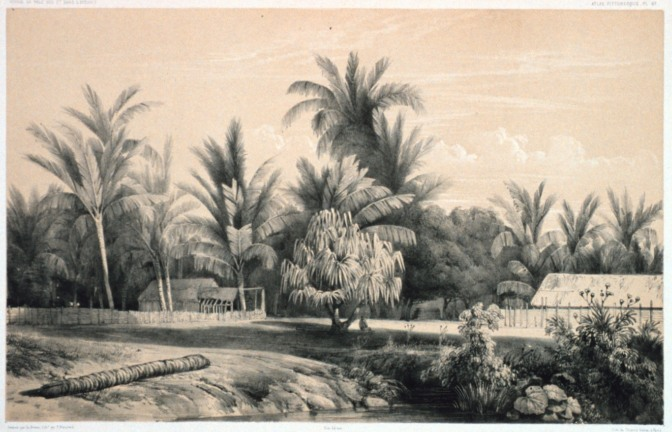
Cases dels nadius

La població nadiua és polinèsia, i s'estima que es va establir a l'illa vers el 300 aC, durant les migracions i colonitzacions primerenques de tot l'espai polinesi a partir de Tonga i Samoa.
El sòl fèrtil i la pesca abundant van proveir un aliment fàcil als habitants. La percepció del caràcter relaxat i alegre dels nadius i la caracterització de l'illa com un paradís van impressionar els primers exploradors europeus, i establiren un mite romàntic i utòpic al món occidental que dura fins avui.
S'ha especulat que Tahití fou la mateixa illa Sagitària que va descriure Quirós el 1606. Però el més probable és que es tractés de Rekareka, situada al mateix paral·lel a les Tuamotu.
L'anglès Samuel Wallis va descobrir l'illa, el 1767, i l'anomenà illa del rei Jordi (King George III Island).
Wallis va ser seguit, el 1768, per l'explorador francès Louis-Antoine de Bougainville en el viatge de la primera circumnavegació francesa. Bougainville va fer Tahití famosa a Europa amb la publicació del relat del seu viatge. Anomenant-la Nova Citera, en referència a l'illa grega de Citera on va néixer Venus, descriu l'illa com un paradís terrenal amb un poble que viu feliç en la innocència, lluny de la corrupció de la civilització. Les seves descripcions il·lustraven el concepte del noble salvatge de Jean-Jacques Rousseau, i van influir en els pensaments utòpics de filòsofs com ara Denis Diderot.
El capità James Cook va visitar Tahití diverses vegades en els seus tres viatges entre 1769 i 1779. La seva base principal va ser la badia de Matavai, on va construir el fort Venus per observar el trànsit del planeta. Encara avui el lloc es diu punta Venus.
Entre 1772 i 1775, el virrei del Perú, el català Manuel d'Amat i de Junyent, va organitzar tres expedicions a Tahití. Durant un temps es conegué com l'illa d'Amat. Els capitans Domingo de Boenechea, José de Andía i Tomás Gayangos van intentar establir una missió a Tautira, a la península de Tahití Iti.
L'almirall francès Abel Aubert Dupetit Thouars hi va desembarcar per primer cop el 1839, i per segon cop el 1842, quan el Regne de Tahití va ser declarat protectorat francès. El 1880 el rei Pōmare V (1842-1891) va cedir-ne la sobirania a França.
El pintor francès Paul Gauguin va viure a Tahití entre 1891 i 1901 i s'inspirà en els paisatges i els models polinesis. A Papeari, hi ha un petit museu dedicat a Gauguin. Els escriptors catalans Aurora Bertrana i Josep Maria de Sagarra van passar-hi també una temporada als anys 20 i 30 del segle xx. Van immortalitzar les seves experiències en diversos llibres, d'entre els quals destaquen Paradisos oceànics (1930) i La ruta blava (1942).
Des del 2004, Tahití, junt amb la Polinèsia francesa, té l'estatus de país d'ultramar.